# Split (serie de televisión)
Split (hebreo: חֲצוּיָה Hatsuya, División) es una serie de televisión de drama sobrenatural israelí. Está dirigida por Shai Kapon y se transmite por el canal HOT VOD Young Channel (en Israel). 
La serie trata sobre una chica de 15 años llamada Ella Rozen, que comienza la escuela secundaria, con su mejor amigo, Omer Teneh. La escuela Green es dirigida por Amnon Green, una persona fría y con el corazón de piedra, que secretamente es el líder de «La Orden de la Sangre», una orden que fue fundada hace 1000 años, y su propósito es limpiar al mundo de los vampiros. Ella tendrá que escoger entre su amigo humano Omer o su amor vampiro Leo.

## Argumento

### Primera temporada
Durante esta temporada hay tres líneas argumentales principales que están todas conectadas:
- Primera línea de acción: Cuenta la historia de Ella Rozen (quien participa en las tres líneas), una adolescente confundida e introvertida que está segura de que nadie la comprende. Ella es una «dividida» (o split) —mitad vampiro, mitad humana— y tiene un papel importante en un conflicto entre ambas razas. Un vampiro de 600 años (pero con apariencia de estudiante de secundaria) llamado Leo es enviado para ayudarla a descubrir quién es, qué es y qué está destinada a hacer. Se crea un triángulo amoroso entre Ella, Leo y Omer, quien está secretamente enamorado de ella.

- Segunda línea de acción: Revela la historia de Zohar, Sushi (Moshe) y Guy (hermano de Ella), quienes representan al equipo de esgrima de la escuela. Guy siente atracción por Zohar, hija del director Amnon. Finalmente, Zohar responde a sus insinuaciones y se convierten en pareja. Juntos, intentan ayudar a Sushi a superar su miedo escénico, lo que desemboca en un triángulo amoroso entre los tres. Cuando el padre de Zohar pierde la memoria, ella debe ocupar su lugar como líder de la Orden de la Sangre. Sushi la apoya cuando Guy es mordido y se convierte en vampiro, lo que pone en conflicto su relación con Zohar.

- Tercera línea de acción: Revela la historia de los vampiros. El Profeta de los Vampiros es un split llamado Ardak, quien se da cuenta de que su vida está a punto de terminar y que debe elegir un sucesor. Phaton, su hermano, está a punto de ser coronado, pero la coronación se interrumpe debido a la visión de Ardak, que revela a otra split, su hermana menor, quien se creía muerta. Ardak envía a su guardián, Leo, a buscarla y contarle que es una split. Phaton, enojado por no ser coronado, debilita a Ardak con un motín secreto y realiza acciones severas como incitar al Profeta, liberar prisioneros para su propio beneficio y asesinar a los miembros del Consejo de Vampiros, un consejo de vampiros con la autoridad para juzgar y definir leyes, que debe obedecer las reglas de los Elegidos de Sangre.

Nicky es un personaje que participa en las tres tramas, siendo una geek estereotipada. En la primera, se hace amiga de Ella y está dispuesta a escuchar sus problemas y miedos, lo que la ayuda a afrontar lo que descubre sobre sí misma. En la segunda, Nicky le demuestra a Zohar que una guerra contra los vampiros no es la solución y que no detendrá sus ataques debido a la escasez de sangre de reemplazo tras la muerte de Ardak. Además, ella y Sushi se convierten en pareja al final de la temporada. En la tercera, Carmelita, antigua amante de Leo, es liberada por Phaton y posee el cuerpo de Nicky para distraer a Leo de proteger a Ella con el fin de vencerla y obtener el título de Profeta. Carmelita también muerde a Guy y lo convierte en vampiro. Más tarde, Leo vuelve al buen camino y libera a Nicky venciendo a Carmelita.
Al final de la temporada, los vampiros quedan expuestos ante los estudiantes y el personal de la escuela, y Ella, quien se abre y cambia con mayor audacia durante la temporada, es presentada como la nueva profeta, tanto ante vampiros como humanos, durante un concierto en la escuela. Amnon cree haber ganado y quiere matar a Ella y eliminar el sustituto de sangre, pero cede cuando Ella le muestra (en una visión) que debe detener la guerra. Según la visión, Zohar morirá si no lo hace. Mientras tanto, en La Orden de la Sangre, Zohar (quien ya había comprendido que la guerra no es la solución), Guy, Sushi y Nicky buscan y encuentran videocasetes que documentan a los vampiros para revelarlos al mundo y exponerlos. Sin embargo, al intentar irse, son interrumpidos por Tamar, una exterminadora de vampiros de alto rango, miembro de La Orden de la Sangre. Tamar los detiene e intenta matar a Guy, quien ahora es conocido como vampiro. Según la visión de Ella, mostrada a Amnon, Zohar recibe un disparo de Tamar tras defender a Guy con su cuerpo, sacrificándose. Pero como Amnon se rindió, ocurre algo más: Zohar le muestra a Tamar su expediente personal, que revela que sus padres se vieron envueltos en un intercambio de disparos entre la Orden de la Sangre y vampiros, y que, debido a ello, fueron asesinados por el fuego de la orden. Tamar sobrevivió gracias a un vampiro que la salvó. Tamar, quien siempre creyó que los vampiros habían matado a sus padres, detiene la guerra. Se publican las cintas de video y el mundo queda expuesto a los vampiros. 
Al final de la temporada, Ella debe elegir entre Omer y Leo, ambos enamorados de ella; Omer es quien termina siendo elegido.

### Segunda temporada
La temporada comienza con un evento ocurrido mil años antes de la segunda temporada en los Bosques Verdes. Ardak lucha contra Lilth, la reina de los demonios. Lilth es apuñalada en el corazón por la espada de Ardak y muere, por lo que todos los demonios de Lilth desaparecen. Ardak deja escapar al sirviente de Lilth, quien resulta ser Dima.
Mil años después, comienza un nuevo año escolar en Green High. Ella decide no mudarse al Tabernáculo de Ardak y quiere vivir como una adolescente normal. Esta situación provoca enfrentamientos entre ella y Leo. Mientras tanto, Dima descubre el cuerpo de Lilth en la cueva de la fuente y descubre que está llena de huevos de demonio. Durante un terremoto, uno de los huevos eclosiona y el demonio que se encontraba en su interior huye. El objetivo de los demonios es extraer almas de vampiros, crear una piedra con ella y llevársela a su reina para que pueda crear nuevos demonios. Poco después de que el demonio huya de la cueva, llega a Green High, donde extrae el alma de un vampiro que se inscribió como estudiante de la escuela (los demonios extraen automáticamente almas de vampiros cuando un vampiro está cerca) y asume su identidad. A partir de ahora, el nombre del demonio es Adam. Adam no es consciente de que es un demonio y no sabe cómo controlar sus poderes. Adam conoce a Ella por primera vez cuando intenta atacarla y descubre que no puede hacerlo cuando ella está cerca. Ella tiene una premonición en la que devuelve la vida a Adam, lo que luego se revela como una iniciativa de Dima, quien se da cuenta de que puede devolverle la vida a Lilith con la ayuda de Ella. El alma de Dima es envenenada y Adam, que la extrajo por orden de Dima, muere. Dima llama a Ella a la Cueva y ella devuelve la vida a Adam. Ella siente que hay algo diferente en Adam y lo toma bajo su protección, mientras intenta averiguar qué criatura es en realidad. Dima exige que Adam se congracie con Ella, así que cuando llegue el momento le pedirá que use sus poderes para revivir a Lilith; si esto no se hace, Adam morirá.
Leo está desconsolado porque Ella eligió estar con Omer en lugar de con él, y se está muriendo lentamente. Lo despiden de su trabajo como guardián del profeta y trata de hacerle entender a Ella que él es su verdadero amor, no Omer. Mientras tanto, Adam sigue extrayendo almas de vampiros y creando piedras a partir de ellas en un proceso lento y doloroso. Jamon, quien era un miembro destacado del consejo de vampiros, ahora es el consejero de Ella y el gerente del nuevo club nocturno de la ciudad (una ubicación principal en la temporada), abierto exclusivamente a vampiros, quienes prefieren mantenerse alejados de los humanos. Los humanos y los vampiros ahora tienen acuerdos secretos. Según el acuerdo, los humanos proporcionarán sangre a los vampiros y, a cambio, los vampiros compartirán su conocimiento con los humanos.
El humano que firma los acuerdos con los vampiros es Amnon Green. Amnon le pide a Tamar (quien era su asistente en la Orden de Sangre) que espíe para él tras Andrea Foox, una vieja amiga suya que odia a los vampiros, dueña de la caja de sangre, una caja antigua que contiene los poderes de un vampiro antiguo y que solo se puede abrir con la sangre de diez vampiros y un Split. Tamar le demuestra a Andre su lealtad disparándole a Amnon, pero en realidad le advirtió antes, y Amnon finge estar en coma en el hospital.
Ella y Omer se separan durante la temporada y Ella empieza a salir con Leo. Adam le dice a Ella que él es un demonio y ella le promete que lo protegerá. Cuando los vampiros descubren la verdadera naturaleza de Adam, intentan matarlo, pero Ella lo salva. Por lo tanto, Leo abre la caja de sangre e intenta matar a Adam con los poderes que obtuvo. Ella devuelve la vida a Lilith para que pueda ayudarla a salvar a Adam. Lilth mata a Leo después de besarlo y está empezando a producir una nueva especie: nuevas criaturas mitad vampiro, mitad demonio. Aunque él es leal a Lilth, Dima devuelve la vida a Leo. En el gimnasio de la escuela, Ella lucha contra Lilth y está a punto de perder, pero luego Adam roba el alma de Lilth, matándola para siempre, y muere. La nueva descendencia de Lilth eclosiona y los humanos les disparan con arco, destruyéndolos a todos.
Michael, el padre adoptivo de Ella, logra crear un nuevo reemplazo de sangre para los vampiros, y Leo acepta que Ella no tiene que mudarse al tabernáculo.
Justo cuando todo parece perfecto, la última escena de la temporada nos muestra una última cría sobreviviente y está de pie en el bosque de Green, revelando sus colmillos y uñas de demonio a los espectadores.

### Tercera temporada
La tercera temporada de la serie es básicamente un «programa dentro de un programa» que cuenta la historia de los actores y actrices que han interpretado a los personajes de Split. Durante el rodaje de la segunda temporada, Yon (interpretando a Leo) y Amit (interpretando a Ella) eran pareja. Yon rechazó la oferta de protagonizar una nueva película en el extranjero para quedarse con Amit. Amit cree que la persiguen fantasmas y, enloquecida, dice que Yon es el único que podría salvarla. Yon, confundido por esto, rompe con Amit y deja su papel de Leo en Split, aceptando la oferta de protagonizar la película en el extranjero.
Un año después, el equipo de producción ya está en proceso de preparación para la tercera temporada de Split. Meni, la productora de Split, está eligiendo a un nuevo actor llamado Ruby para interpretar a Leo en lugar de Yon. Tras enterarse de que Ruby obtuvo el papel de Leo, muere en un accidente de coche y una especie de personalidad sobrenatural llamada «Echo» se apodera de su cuerpo. Amit, quien se enamoró de Ruby, empieza a salir con él sin saber que es «Echo».
Mientras tanto, Yon empezó a recibir señales del fantasma de Ruby, quien intenta advertirle sobre «Echo». Finalmente, Yon fue despedido de la película y regresó a Israel, donde consiguió un papel secundario en Split. Yon recurre a la ayuda de Gabi, una agente de actores que mantuvo una relación con Meni y también fue la agente de Yon y de todos los demás actores de Split antes de que la dejaran, ya que cree en el misticismo y él le pide ayuda para desvanecer al fantasma (sin saber que es Ruby).
Mientras tanto, Amit no está contento con el regreso de Yon, pues cree que lo hizo solo para recuperarla. Por otro lado, su compañera de piso, Maya (quien interpreta a Zohar), está secretamente enamorada de Yon e intenta que la invite a salir, pero él solo la ve como una buena amiga. Mientras tanto, «Echo», en el cuerpo de Ruby, mata a Gabi, quien intenta desvanecerlo y la usa para desvanecer el fantasma de Ruby antes de dejarla ir. Yon le pide a Agam (quien interpreta a Carmelita) que finja ser su novia para que Amit no piense que ha vuelto. Agam acepta, pero poco a poco se enamora de él. Tras la desaparición del fantasma de Ruby, Yon se da cuenta de que sigue enamorado de Amit.
Yedidia (quien interpreta a Omer) es amiga de Eleanor, la nueva actriz de Split, a pesar del enojo de Danny (quien interpreta a Shahar), quien está enamorado de ella. Maya decide tomar a Eleanor bajo su protección y se muda con ella. Avi (quien interpreta a Guy) e Idan (quien interpreta a Sushi) compran un bar y lo llaman «Bracula» (bar + Drácula). Alma, la hermana de Avi, comienza a trabajar en el bar como camarera y también comienza a salir con Idan. Los tres descubren que hay un indigente llamado Shaul en el sótano del bar que les dice que fue profesor e investigó sobre fantasmas y que luego se revela que trabajó en una unidad policial en su pasado.

## Reparto

### Principales
- Amit Farkash como Ella Rozen / Dynemor
- Yon Tumarkin como Leopoldo «Leo» Zachs[3][4]
- Yedidia Vital como Omer Teneh
- Abraham Kornik como Guy Rozen
- Maya Shoef como Zohar Green
- Idan Ashkenazi como Moshe «Sushi» Arieli
- Anna Zaikin como Nurit «Nicky» Shilón
- Lee Biran como Adam

### Secundarios
- Yussuf Abu Warda como Ardak
- Shmil Ben Ari como Phaton
- Alex Ansky como el director Amnon Green
- Meir Swisa como Rafael
- Israel Damidov como Dima
- Eliana Bekier como Tamar
- Rona Lipaz-Michael como Sara
- Yoav Hait como Michael
- Danny Leshman como Shahar
- Tal Talmon como Lana
- Sharon Alexander como Jamon
- Tomer Sharon como Ethos
- Tal Yarimi como Yulis
- Agam Rodberg como Carmelita
- Audi Korn como Milka
- Yana Gur como Lilith
- Frank Gil como André
- Noa Wolman como Lucy
- Gal Lev como Saturn
- Gore Pipshkeovic como Murray
- Amir Fay Guttman como Israel

## Episodios
| Temporada | Temporada | Episodios | Temporada          | Temporada           |
| Temporada | Temporada | Episodios | Comienzo           | Final               |
| --------- | --------- | --------- | ------------------ | ------------------- |
|           | 1         | 45        | 28 de mayo de 2009 | 28 de julio de 2009 |
|           | 2         | 45        | 6 de mayo de 2010  | 7 de julio de 2010  |

## Conceptos
- Split - ser nacido de una madre humana y un padre vampiro. Los split (divididos) tienen habilidades especiales. Un dividido es el producto de la relación entre vampiros y humanos.
- Vampiro - criatura no humana con poderes especiales y debilidades.
- Demonio - ser no humano con poderes especiales y debilidades. Odian a los vampiros.
- Consejo de Vampiros - grupo de vampiros responsables de mantener el mundo de los vampiros y hacer cumplir las leyes de sangre. También deciden sobre las penas para aquellos que rompan dichas leyes. El lugar que aloja al Consejo se encuentra en un museo.
- Profeta - también conocido como Blood Chosen (elegido de sangre). El profeta necesariamente tiene que ser un Split (dividido). Este tiene la capacidad de profesar, partir y de comunicarse con los humanos y los vampiros al mismo tiempo. Es el líder espiritual de los vampiros.
- Orden de Sangre - grupo de seres humanos que trabajan en el subsuelo, cuyo único objetivo es la destrucción de los vampiros en el mundo. El líder de la «Orden de Sangre» es el director de la escuela Green, Amnón Green. Las órdenes tienen que venir exclusivamente de un líder Green. La Orden fue fundada hace 1000 años, cuando un vampiro atacó sin piedad a la dinastía Green, y el esposo juró vengarse de los vampiros.
- Doll-Bar - un sustituto de sangre, parecida a la sangre humana. Tevel, el padre de Ardak, Phaton y Ella, encontró la fuente del sustituto de sangre. El «Doll-Bar» es la fuente de la existencia de los vampiros, por lo que son débiles sin ella. El efecto que produce el «Doll-Bar» aumenta los glóbulos rojos, pero este se destruyen a los pocos minutos. El «Doll-Bar» causa daños a largo plazo en el cuerpo.
- Tabernáculo - residencia real del profeta. Una persona humana está incapacitada de entrar en el tabernáculo, puesto que si lo hace, esto causa un temblor que destruye el lugar.
- Leyes de sangre - son las leyes que los vampiros tienen que obedecer. Por ejemplo, la norma establece que si ocurre una mordedura de cualquier tipo, traerá consigo el castigo y la reclusión (por lo general, el culpable es reflejado cientos de años sin poder escapar), incluso si es en caso de legítima defensa. Tras la muerte del Blood Chosen, Ardak, el Consejo que entre otras cosas es la autoridad legislativa de los vampiros, levantó la sesión. Tras la dispersión, las leyes de sangre no se hicieron cumplir y se determinó que un vampiro puede darse el lujo de morder ya que es una necesidad.
- Caja de sangre - es la caja que contiene un poder desconocido pero muy poderoso para los vampiros. Para abrirla, se necesita la sangre de diez vampiros y de un Split.

## Producción
Se suponía que la serie iba originalmente a ser dirigida por Horowitz, pero a raíz de desacuerdos con la producción, se tomó la decisión de que Horowitz se retirara y la producción de la serie decidió en mayo que sería dirigida por Shai Kapon, que anteriormente había dirigido otras series de Israel. Más tarde, Kapone decidió que también Sigal Avin dirigiera. Sigal logró dirigir varios episodios de la serie. La Música es original de Danny Areichnatl, y el tema musical "Shuv Am (On the Top of the World)" junto a la balada "I'm Yours", están compuestos por Tal Kfir Epstein Ford. La serie se filmó en los estudios III. C Globus Group Neve Ilan de HOT VOD Young.
La serie salió al aire en vivo en el canal VOD Young, uno de los canales para jóvenes con más demanda en Israel. Split fue elegida en ese país como la serie favorita en los premios “Children Channel Awards 2009″ y actualmente se está repitiendo la primera temporada por el canal líder de Israel, “The Children Channel”.
La serie fue un logro inusual en la industria de la televisión israelí con Dori Media Group, que fue vendida a más de 35 países incluyendo Italia, Francia, Alemania, Suiza, Hungría, Austria, Bélgica, Portugal, Angola, Macedonia, Mozambique, Latinoamérica, partes de África (Inglés y de habla francesa), entre otros.